# سندرم بلوم
سندرم بلوم (به انگلیسی: Bloom’s Syndrome) یک بیماری نادر ارثی است که به صورت اتوزومال مغلوب به ارث می‌رسد. این سندرم به صورت ژنتیکی منتقل می‌گردد و دارای وراثت اتوزومال مغلوب است، اولین نشانه‌های این بیماری در سنین نزدیک ۲۰ سالگی رویت شده و اغلب به صورت عقب ماندگی شدید رشد قبل و بعد از تولد، ضایعات پوستی حساس به نور که معمولاً بر روی صورت ایجاد می‌شود مشخص می‌گردد.
تظاهرات بالینی اصلی آن عبارتند از: کوتاهی قد، ضایعات پوستی اریتماتو بر روی صورت که با نور خورشید تشدید می‌یابند، ضایعات پوستی هیپریاهیپوپیگمانته بر روی بدن و نیز افزایش میزان عفونت‌های باکتریال به علت نقص ایمنی. این سندرم شامل قرمزی و تلانژ کتازی ناحیه صورت به شکل پروانه، کوتاهی قد و حساسیت به نور آفتاب است. عفونت‌های عود کننده (اوتیت میانی و ذات الریه) بیماری مزمن ریوی و دیابت شیرین نیز شایع است.
بسیاری از این بیماران مشکلاتی در یادگیری دارند. مردان مبتلا نابارورند و زنان وارد یائستگی زودرس می‌شوند. اغلب مرگ و میرها نیز به علت سرطان (اپیتلیال، هماتوپویتیک، لنفوئید، بافت هم‌بند، سلول‌های زاینده، سیستم عصبی و کلیه) که در سنین جوانی رخ می‌دهد، می‌باشد. کمتر از ۳۰۰ مورد از سندرم بلوم و توضیحات آن نیم قرن پیش در ادبیات پزشکی گزارش شده‌است.
این سندرم جزء بیماری‌های نادر است اما در اشکنازی یهودیان شیوع این بیماری بیشتر است. نتایج بررسی‌های پژوهشگران دانشگاه «دیویس» در کالیفرنیا آمریکا نشان داد که یک جهش ژنی که باعث می‌شود زنجیره دو رشته DNA همانند رشته‌های اسپاگتی از هم باز شوند، پایه بروز «سندروم بلوم» است. محققین کشف کردند که علت بروز سرطان نادر «سندروم بلوم» نوعی جهش ژنی است که رشته‌های زنجیره‌ای DNA را از هم باز می‌کند.
هر سلول از دو کپی هویتی کروموزمی برخوردار است. هنگامی که DNA آسیب می‌بیند، برای ترمیم از روی کروموزم دوقلوی خود رونویسی می‌کند. سپس رشته آسیب دیده با تشکیل ساختاری که «اتصال هالیدی» نام دارد، در رشته سالم تنیده می‌شود. در ارگانیسم‌های سالم، این فرایند بدون مشکل انجام می‌شود و کروموزم‌های همراه کاملاً جدا می‌شوند. این درحالی است که در بیماران مبتلا به سندروم بلوم جهش یک ژن که Blm نام دارد و مسئول تنظیم کردن این فرایند است، باعث می‌شود این عملکرد به خوبی انجام نشود و به این ترتیب کروموزم‌ها در مکان‌های اشتباه قرار گیرند. در نتیجه هنگامی که دو کروموزم از هم جدا می‌شوند، رشته‌های DNA که این کروموزم‌ها را شکل می‌دهند، در عوض اینکه به صورت زنجیره در هم تنیده شوند، به‌طور موازی در کنار هم قرار می‌گیرند.